# Valeri Meshkov
Valeri Meshkov (en ruso: Валерий Иванович Мешков; Moscú, RSFS de Rusia; 9 de agosto de 1945 – 28 de octubre de 2024) fue un patinador artístico soviético que ganó el título soviético en cuatro ocasiones.

## Resultados
| Internacional        | Internacional | Internacional | Internacional | Internacional | Internacional | Internacional | Internacional | Internacional | Internacional | Internacional |
| Evento               | 59–60         | 60–61         | 61–62         | 62–63         | 63–64         | 64–65         | 65–66         | 66–67         | 67–68         | 68–69         |
| -------------------- | ------------- | ------------- | ------------- | ------------- | ------------- | ------------- | ------------- | ------------- | ------------- | ------------- |
| Juegos Olímpicos     |               |               |               |               | WD            |               |               |               |               |               |
| Mundial              |               |               | 14°           | 16°           | 15°           |               | 17°           |               |               |               |
| Europeo              | 19°           |               | 10°           | 7°            | WD            |               | 11°           |               |               |               |
| Universiadas         |               |               |               |               | 3°            |               |               |               |               |               |
| Blue Swords          |               |               |               | 3°            |               |               |               |               |               | 2°            |
| Prague Skate         |               |               |               |               |               |               | 3°            |               |               |               |
| Nacional             |               |               |               |               |               |               |               |               |               |               |
| Campeonato Soviético | 4°            | 1°            | 1°            | 3°            | 1°            | 2°            | 1°            |               | 2°            | 4°            |
| WD: Abandonó         |               |               |               |               |               |               |               |               |               |               |